# Здвінський район
Здвінський район — муніципальне утворення в Новосибірської області Росії.
Адміністративний центр — село Здвінськ.

## Географія
Район розташований на південному заході Новосибірської області. Межує з Убінським, Доволенським, Краснозерським, Карасуцьким, Баганським, Купинським і Барабінським районами області. Територія району за даними на 2008 рік — 494,3 тис. га, у тому числі сільгоспугіддя — 410,2 тис. га (83% всієї площі).
У центральній частині району протікають річки Каргат і Чулим. В районі велика кількість озер, з яких найбільші — Малі Чани, Сартлан, Урюм, Саргуль.
Типовий пейзаж для даного району показаний на фото: річка Чулим, степ, невисокі колки на задньому плані. Для району характерні невеликі перепади висот (це пояснює спокійний плин річки і низькі береги).

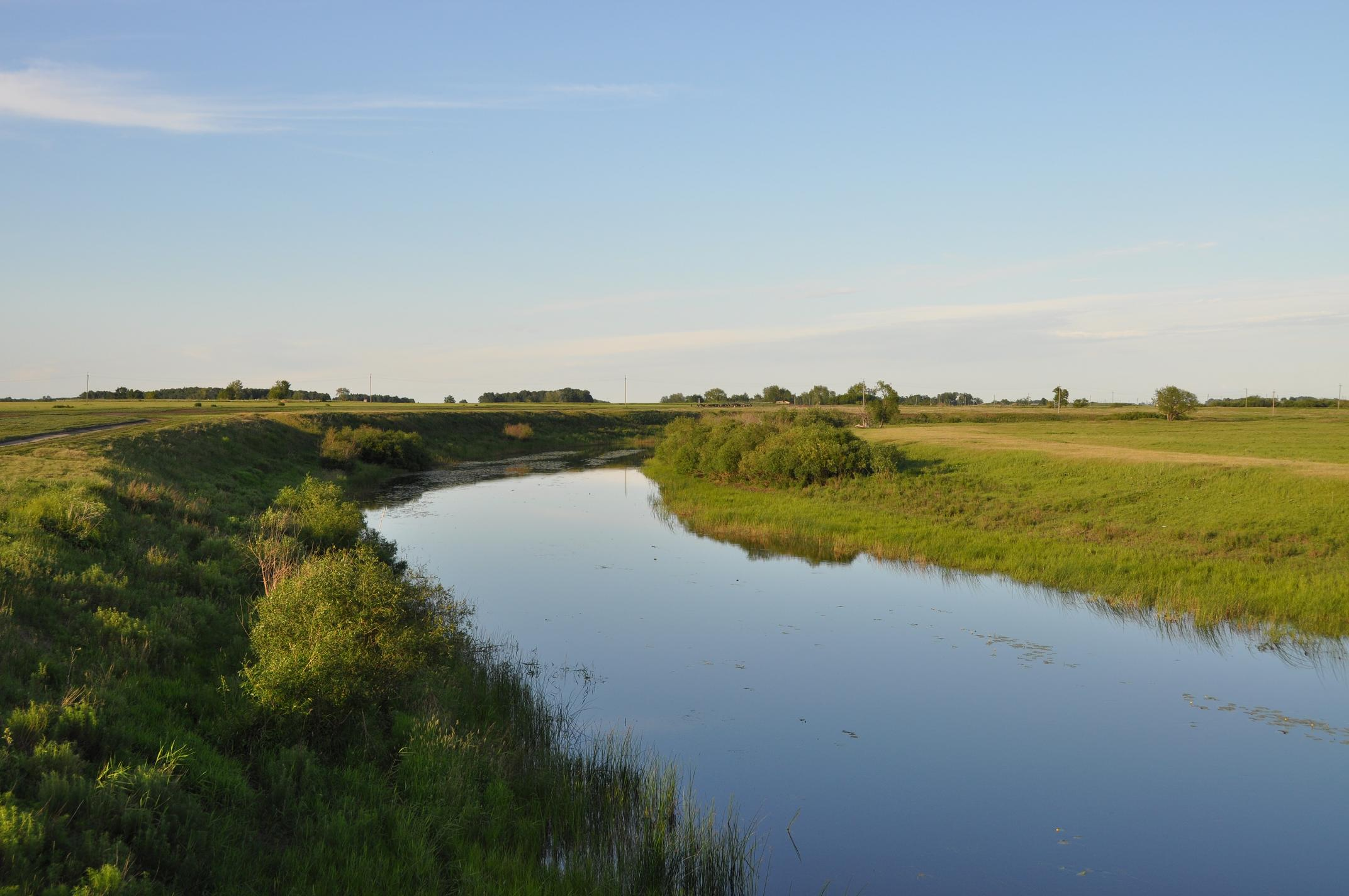
Річка Чулим

## Історія
Район утворений в 1925 році як Нижньо-Каргатцькій у складі Барабинського округу Сибірського краю, з 1930-го у складі Західно-Сибірського краю. У 1933 році район перейменований в Здвінський в пам'ять про загиблого в 1918 році революціонера М. С. Здвінського . У 1937 район був включений у новоутворену Новосибірську область. У 1963 році був приєднаний до Барабинського району, в 1965 році — відновлений.

## Населення
| 1985    | 1987    | 2002    | 2004    | 2005    | 2006    | 2007    |
| ------- | ------- | ------- | ------- | ------- | ------- | ------- |
| 21 154  | ↘21 080 | ↘18 770 | ↘18 353 | ↘18 258 | ↘18 009 | ↘17 911 |
| 2008    | 2009    | 2010    | 2011    | 2012    | 2013    | 2014    |
| ↗18 160 | ↘17 375 | ↘17 196 | ↘16 558 | ↘16 229 | ↘15 862 | ↘15 459 |
| 2015    | 2016    | 2017    | 2018    | 2019    |         |         |
| ↘15 114 | ↘14 889 | ↘14 654 | ↘14 341 | ↘14 037 |         |         |